# Tiripan
Tiripan is een bestuurslaag in het regentschap Nganjuk van de provincie Oost-Java, Indonesië. Tiripan telt 3115 inwoners (volkstelling 2010).